# Taylor Dayne
Taylor Dayne, född Leslie Wunderman den 7 mars 1962 i Baldwin på Long Island i New York, är en amerikansk popsångare, dansare och skådespelare som fick sin första stora hit "Tell It to My Heart" 1987

## Diskografi

### Studioalbum
- 1988 - Tell It to My Heart
- 1989 - Can't Fight Fate
- 1993 - Soul Dancing
- 1998 - Naked Without You
- 2008 - Satisfied

### Samlingsalbum
- 1995 - Greatest Hits
- 1999 - Performance
- 1999 - Master Hits: Taylor Dayne
- 2002 - The Best Of Taylor Dayne
- 2003 - Platinum & Gold Collection: Taylor Dayne
- 2005 - Whatever You Want/Naked Without You
- 2005 - Dance Diva: Remixes & Rarities
- 2006 - Can't Get Enough of Your Love
- 2008 - Super Hits

## Filmografi
- 1988 - Night Tracks (tv-serie)
- 1994 - Love Affair
- 1997 - Night Man (tv-serie)
- 1997 - NightMan (TV)
- 1997 - Fool's Paradise
- 1997 - Dödlig svensexa
- 1999 - Martial Law (tv-serie)
- 2000 - Rude Awakening (tv-serie)
- 2002 - Joshua Tree (kortfilm)
- 2004 - Jesus the Driver
- 2005 - Remaking Taylor Dayne (TV)
- 2006 - Rescue Me (tv-serie)
- 2008 - Beautiful Loser
- 2012 - Telling of the Shoes